# マナセの祈り
『マナセの祈り』（マナセのいのり）とは、旧約聖書文書のひとつ。西方教会では一般に旧約外典として扱われ、正教会等においては旧約聖書正典に分類される。1章からなる。日本正教会ではイウデヤ王マナシヤの祝文（イウデヤおうマナシヤのしゅくぶん）と呼ばれる。

## 概要
15節からなる。題名が示すとおり、全文がひとつの祈りとして書かれている。神におのれの罪を告白し、へりくだって許しを請う内容である。激しい悔恨が文書の大部分を占めるものの、終結部では、神への信頼、祈りが聴き届けられ、神と和解する希望への確信が歌われ、その調子は必ずしも陰鬱なものではない。
題名が示すとおり、この文書はユダヤの王マナセに帰せられる。旧約聖書において、マナセはヤハウェ崇拝を堅持しなかった悪王として知られており、『列王記』下24:3-4では「ユダが主の御前から退けられることは…マナセの罪のため、彼の行ったすべての事のためであり…主はそれを赦そうとはされなかった」とあるようにバビロン捕囚の原因とまでいわれている。しかし『歴代誌』下によれば、
捕らえられたマナセはへりくだって神に祈り、帰国を許されたとされる（『歴代誌』下33:11-13）。
この文書は、マナセの回心に関連づけられる。しかし、『歴代誌』の該当箇所には直接の言及がない、孤立した文書である。七十人訳聖書に収録されるが、著作場所や元来の言語などの書誌的情報について、現在の文献学研究では不明であるとしている。
マナセの祈りは使徒教憲に引用されたことがある。
正教会の奉神礼においては、晩堂課において朗誦される。